# Włosień (Basse-Silésie)
Pour l’article homonyme, voir Włosień (Petite-Pologne).
Włosień, aussi connue sous le nom allemand Heiserdorf, est une localité polonaise de la gmina de Platerówka, située dans le powiat de Lubań en voïvodie de Basse-Silésie.

## Géographie
Le village est traversé par la route provinciale Droga wojewódzka nr 358 (pl). Un arrêt de bus du réseau PKS (pl) est situé sur la commune, ainsi que la gare de Batowice Lubańskie (pl).
La localité est traversée par la rivière Włosienica.

## Histoire
De 1975 à 1998, Włosień est située dans la voïvodie de Jelenia Góra.

## Démographie
L'évolution du nombre d'habitants est connue à travers les recensements de la population effectués dans la commune. En mars 2011, la commune comptait 756 habitants dont 49.5 % de femmes et 50.5 % d'hommes.